# Eurhynchiella toncolensis
Eurhynchiella toncolensis är en bladmossart som beskrevs av Brotherus 1925. Eurhynchiella toncolensis ingår i släktet Eurhynchiella och familjen Brachytheciaceae. Inga underarter finns listade i Catalogue of Life.